# Municipio de San Diego de Alejandría
El municipio de San Diego de Alejandría es un municipio de la Región Altos Norte del estado de Jalisco, México.  Su cabecera es la localidad de San Diego de Alejandría. También conocido como "La Puerta de los Altos" Es la entrada al estado de Jalisco, proveniendo del estado de Guanajuato.

## Toponimia
Fue llamado en un principio "Puesto de San José de la Laja". El nombre actual lo tomó alrededor de 1850 en recuerdo del obispo Dr. Diego Aranda y Carpinteiro quien autorizó la construcción del templo; del primer párroco, Alejandro Navarrete; de la persona que obsequió el terreno donde se erigió la precitada iglesia y del albañil constructor, ambos de nombre Alejandro.

## Historia

### Historia y población
Los primeros pueblos que habitaron la región fueron las naciones chichimecas, nombre que daban los mexicas a un conjunto de pueblos indígenas que habitaban el centro y norte del país.
Las bajas que tuvieron los conquistadores españoles en la región debido a los ataques Chichimecas, los condujeron a contestar con una táctica bélica de etnocidio. Llevaron a los Altos de Jalisco a milicianos rurales castellanos, algunos de ellos de ascendencia francesa, conducidos en la alta Edad Media para repoblar el centro de España. No obstante igualmente los hubo portugueses, italianos y oriundos de Flandes, que con anterioridad habían luchado contra turcos y moros. 
Estos soldados campesinos se establecieron con patrones de propiedad privada y con una ideología católica, mezclándose con algunos Chichimecas que habían quedado.
Antes de la invasión española era un poblado tecuexe. Fue conquistado en 1530, primero por Pedro Almíndez Chirinos y después por Cristóbal de Oñate, ambos del ejército de Nuño de Guzmán. En los albores de la centuria pasada fue posta de diligencias. Contaba en ese entonces con sesenta y cinco familias, de las que no menos de veinte eran españolas, doce aborígenes y el resto mestizos y mulatas. En 1837 el sacerdote de Jalpa, o "Xalapatenacea", colocó la primera piedra de la parroquia, propiciando el arribo de nuevas familias, contando con la valiosa ayuda de Pascual Orozco de la Torre y Alejandro Moreno Hernández, quien regaló el terreno.
Desde 1885 perteneció al 2° cantón de Lagos hasta 1898 en que por decreto pasa a depender del Departamento de Unión de San Antonio. El 28 de febrero de 1885 por decreto número 120 se erige un municipio la comisaría de San Diego de Alejandría y se fijan sus límites, siendo gobernador de Jalisco, el General Francisco Tolentino.
A finales del siglo XIX y principios del XX, San Diego de Alejandría tuvo un gran auge y progreso pero los acontecimientos revolucionarios y de la Cristiada hicieron presa en sus habitantes y principalmente en los hacendados, artesanos, rancheros y ganaderos que se vieron en la necesidad de migrar del municipio a comunidades aledañas así como a otros estados.

## Descripción geográfica

### Ubicación
San Diego de Alejandría se localiza al noroeste de Jalisco, sus coordenadas extremas son de los 20° 52’ 3" a los 21° 02’ 45" de latitud norte y de los 101° 54’ 45" a los 102° 05’ 45" de longitud oeste; a una altitud de 1795 metros sobre el nivel del mar.
El municipio colinda al norte con los municipios de San Julián y Unión de San Antonio; al este con el estado de Guanajuato; al sur con el estado de Guanajuato y el municipio de Arandas; al oeste con los municipios de Arandas y San Julián.

### Localización en el Bajío Occidental

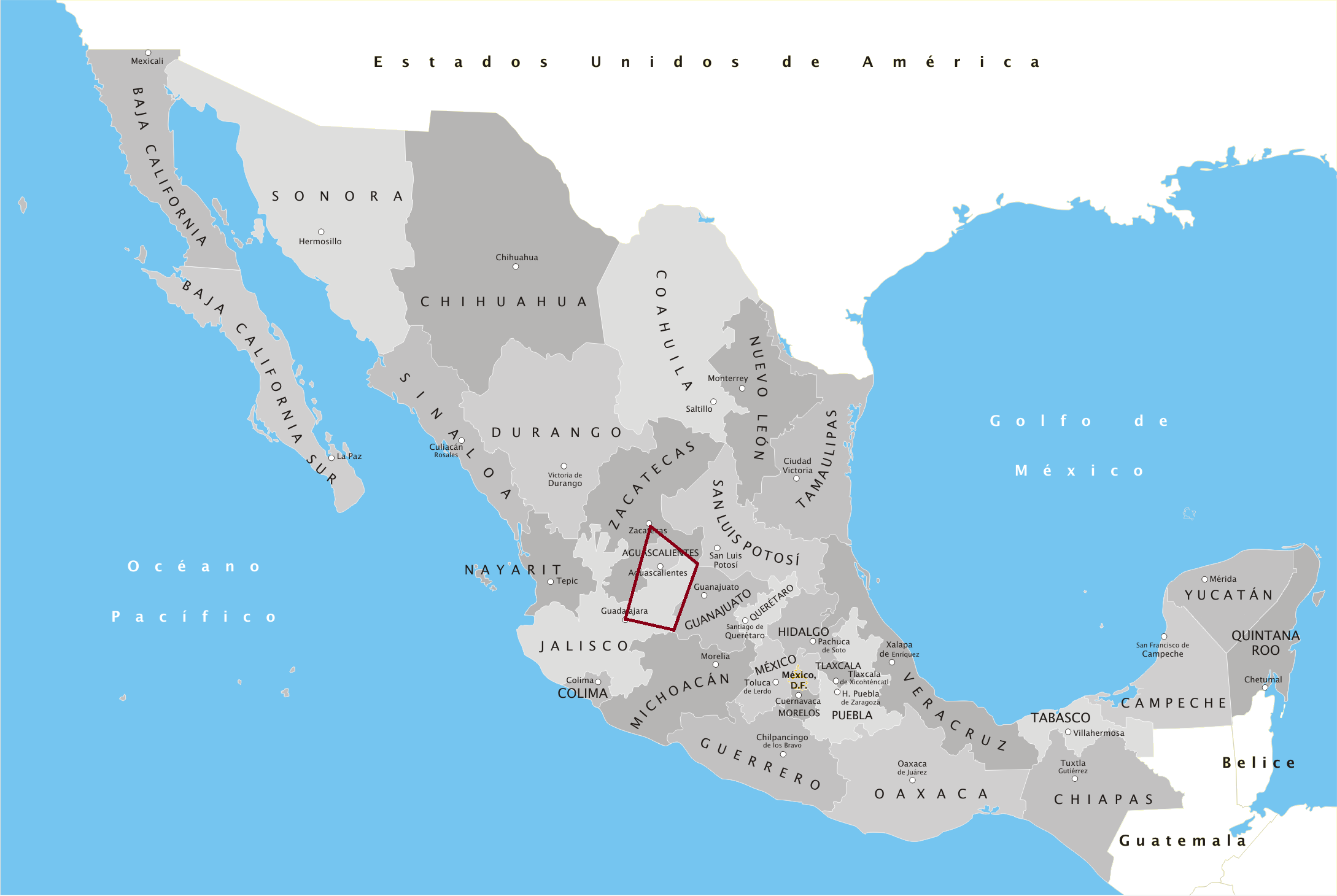
Ubicación aproximada del Bajío Occidental

El Bajío Occidental es una subregión del Bajío Mexicano que alberga las tierras al norte y occidente de dicho territorio. Incluye partes del estado de Aguascalientes, Zacatecas, los Altos de Jalisco y llega en su extremo oeste a la ciudad de Guadalajara. El crecimiento económico de la región es comparado al de las potencias asiáticas.

### Orografía
Más de la mitad de su superficie está conformada por zonas semiplanas (58%), zonas planas (39%) y zonas accidentadas (3%), con alturas que alcanzan hasta los 2,750 metros sobre el nivel del mar. En su frontera oriente se encuentra el cerro del Palenque; al sur el cerro del Chapín, un poco delante de éste, con rumbo hacia el oriente, se encuentra el cerro El Gallo, donde nace el Cañón de Jalpa.
Suelos. El territorio está constituido por terrenos del período terciario. Sus rocas son ígneas extrusivas básicas, brecha volcánica, con algunos lugares de basalto o reolita y tobas en los lugares más altos. La composición de los suelos es tipos predominantes Vertisol Pélico, Feozem Háplico y Planosol Eutrico. El municipio tiene una superficie territorial de 43,232 hectáreas, de las cuales 8,843 son utilizadas con finas agrícolas, 25,944 en la actividad pecuaria, 1,100 son de uso forestal y 108 hectáreas son suelo urbano, no especificándose el uso de 7,237. En lo que a la propiedad se refiere, una extensión de 35,203 hectáreas es privada y otra de 792 es ejidal; no existiendo propiedad comunal. Del resto de las hectáreas no se especifica el tipo de propiedad. De 7,237 hectáreas no se especifica el tipo de propiedad.

### Hidrografía
Pertenece a la subcuenca Turbio-Verde-Grande de Berlín. Sus principales corrientes son: el río Peña Blanca y el río Jalpa; además tiene los arroyos Arenillas, Casillas y San Agustín; también están las presas: Vieja de Jalpa, Peña Blanca, La Amapola, San Fernando, Los Charcos y los Griegos, así como algunos pozos profundos.

### Clima
El clima es semiseco, con otoño, invierno y primavera secos, y semicálido, con invierno benigno. La temperatura media anual es de 17,6°C, con máxima de 24,8 °C y mínima de 10,3 °C. Cuenta con una precipitación media de 642,1 milímetros. El promedio anual de días con heladas es de 22. Los vientos dominantes son en dirección del este.

### Flora y fauna

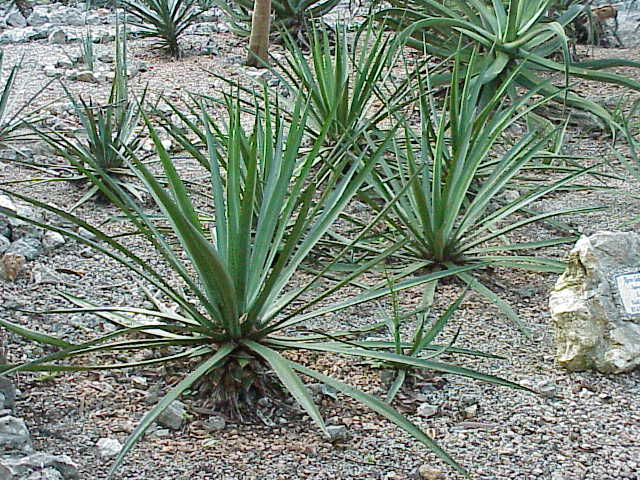
Existe agave en el municipio.

Su vegetación se compone básicamente de encino, nopal, palo dulce, maguey, agave, nogal y huizache.
La ardilla, el conejo, el coyote, la liebre y la paloma pueblan este lugar.

## Demografía

### Localidades
En el censo de 2020 el municipio de San Diego de Alejandría contaba con 79 localidades.
| Código INEGI      | Localidad               | Población (2020) |
| ----------------- | ----------------------- | ---------------- |
| 140720001         | San Diego de Alejandría | 6 025            |
| Otras localidades | Otras localidades       | 1 584            |
| Total municipal   | Total municipal         | 7 609            |

## Economía
Ganadería. Se cría ganado bovino, caprino y porcino. Además de aves.
Agricultura. Destacan el maíz, sorgo, garbanzo y frijol.
Comercio. Predominan los establecimientos dedicados a la venta de productos de primera necesidad y los comercios mixtos que venden artículos diversos.
Industria. La principal rama de la industria es la manufacturera.
Servicios. Se prestan servicios técnicos, comunales, sociales, personales y de mantenimiento.
Minería. Existen yacimientos de tungsteno; y los minerales no metálicos son yacimientos de piedra caliza, cantera y ópalo que se explotan en forma mínima.
Pesca. Se captura carpa y bagre en pequeña escala y para consumo local.

## Turismo
Arquitectura
- Hacienda de San Fernando.
- Hacienda del Ocote.
- Barranca de cuachalotes.

Artesanías
- Elaboración de: sombreros de palma, velas decorativas, deshilados y sombreros de charro.

Iglesias
- Parroquia de la Inmaculada.
- Santuario de la Virgen de Guadalupe.
- Santuario de Cristo Rey o de los Cristeros.
- Templo del Señor de la Misericordia

Parques y reservas
- El Cañón de Jalapa.
- El Capulín.
- Presa La Amapola.
- Jardín Ramón Corona.
- Cerro del Toliman.
- El puente.
- El cerro de la Peñita
- La barranca de Cuachalotes.

## Fiestas
Fiestas civiles
- Día de campo. El 17 de septiembre.
- Fiesta del comedero. Tercer viernes de septiembre.

Fiestas religiosas
- Fiesta en honor al Señor de la misericordia, inicia el 2° viernes de mayo y culmina el 2° domingo de dicho mes.
- Fiesta en honor a la Virgen de Guadalupe, iniciando el 4 de diciembre y culminando el 12 de diciembre.
- Fiesta en honor de la Inmaculada Concepción. Del 31 de diciembre al 8 de enero.